# Bhankalgi, Sindgi
Bhankalgi là một làng thuộc tehsil Sindgi, huyện Bijapur, bang Karnataka, Ấn Độ.